# السفارة السعودية في لندن
السفارة السعودية في لندن (بالإنجليزية: Royal Embassy of Saudi Arabia)‏، هي سفارة المملكة العربية السعودية في العاصمة البريطانية لندن، تقع السفارة في شارع شارليز 30، وكانت مواضيع السفارة تهم مواضيع الابتعاث السعودي لبريطانيا وإيرلندا والحج والعمرة وزيارة المملكة العربية السعودية ونحو ذلك، السفير السعودي الحالي في لندن هو الأمير خالد بن بندر بن سلطان.

## قائمة السفراء السعوديين لدى بريطانيا
| السفير                | الفترة          |
| --------------------- | --------------- |
| حافظ وهبة             | 1930 - 1966     |
| عبد الرحمن الحليسي    | 1966 - 1976     |
| فيصل الحجيلان         | 1976 - 1979     |
| ناصر المنقور          | 1980 - 1992     |
| غازي القصيبي          | 1992 - 2002     |
| تركي الفيصل           | 2003 - 2005     |
| محمد بن نواف          | 2005 - 2018     |
| خالد بن بندر بن سلطان | 2019 - حتى الآن |

## وصلات خارجية
- الموقع الرسمي